# Années 640
Les années 640 couvrent la période de 640 à 649.

## Événements
- 637-651 : conquête musulmane de la Perse[1].
- 637/638-641 : occupation arabe de la Haute Mésopotamie (Mossoul), qui devient la Djézira[2]. Djézira et Arménie dépendent de Damas.

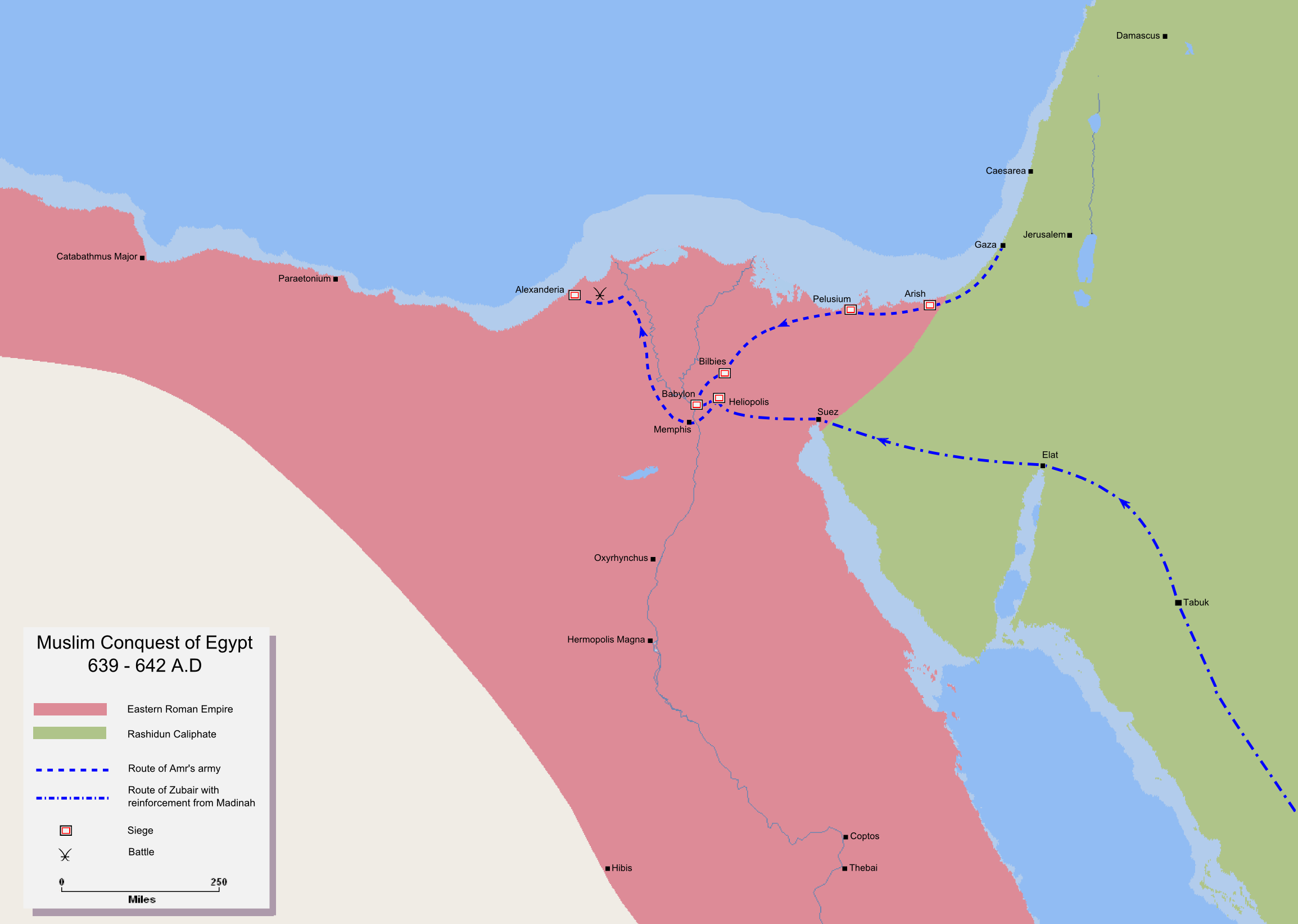
Carte détaillant l'itinéraire de l'invasion musulmane de l'Égypte.

- 639-642 : conquête arabe de l'Égypte[1].
- 639 : début de la décadence mérovingienne après la mort de Dagobert Ier (639) et reprise des guerres civiles dans les royaumes francs[3].
- 639 ou 647 : introduction du bouddhisme au Tibet. Fondation du temple de Jokhang, premier temple bouddhique[4].
- Vers 640-642 : le pape Jean IV envoie un abbé, Martin, en Dalmatie et en Istrie pour racheter des prisonniers chrétiens. Il voyage avec l'appui des chefs croates et établit les premiers contacts entre Rome et les Croates[5].
- 640-650 : les Khazars battissent un empire au nord du Caucase, sur les cours inférieurs de la Volga et du Don après l'effondrement du khaganat des Göktürk[6].
- 640-681 : crise du monothélisme[7].
- 640-653 : début de la conquête arabe de l’Arménie, envahie par le général Habib ibn Maslama (en) (640-643). Les Arméniens les combattent avec l’aide du général Théodore Rechtouni, puis se brouillent avec les Grecs et se soumettent aux Arabes. Ils signent avec le calife un traité honorable (652/653)[8].

- 641 et 645-646 : campagnes de l'empereur Taizong contre les Xueyantuo[9]. L'Asie centrale chinoise est divisée en quatre gouvernorats, ceux de Kachgar, Koutcha, Khotan et Karachahr (Quatre Garnisons d'Anxi)[10].
- 642-652 : première guerre arabo-khazare[11].

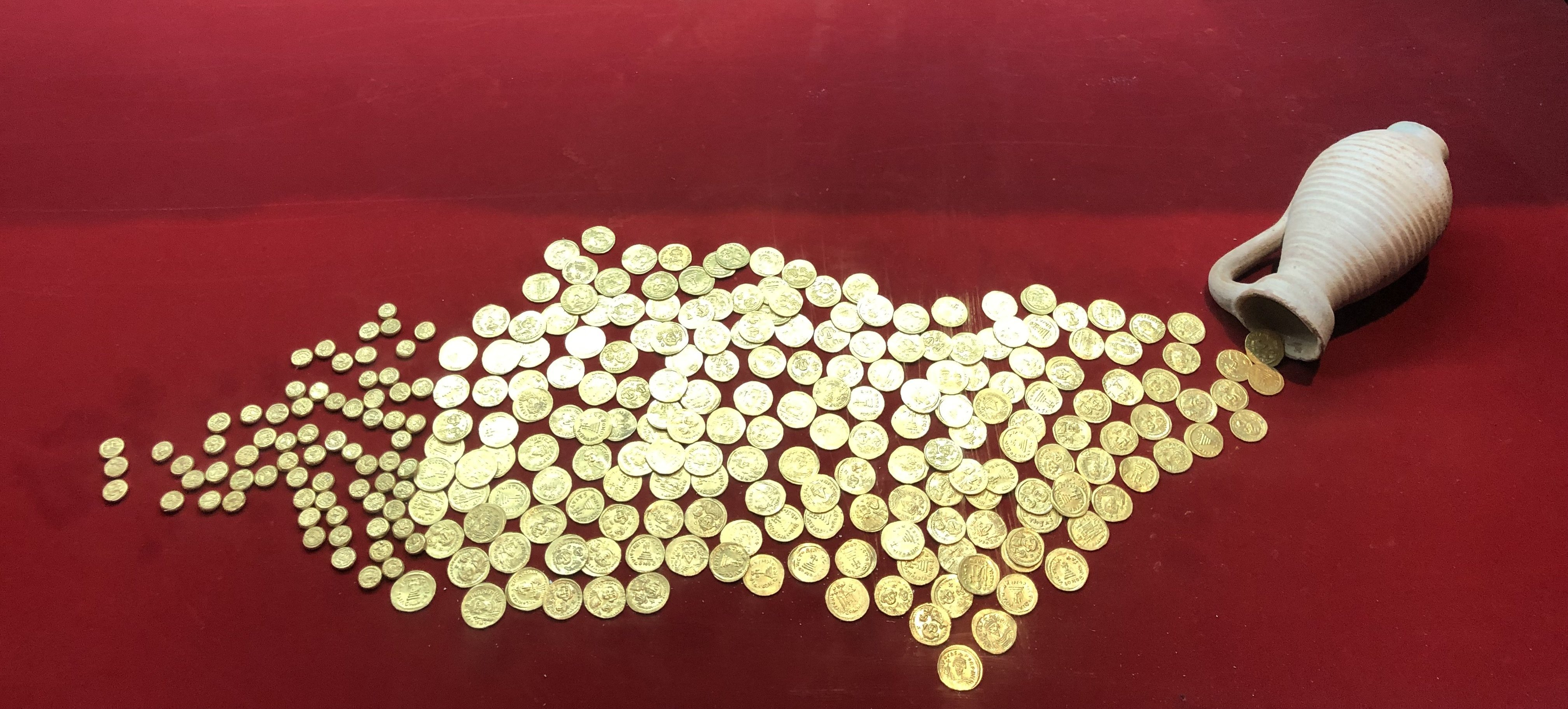
Le trésor de Rougga, sans doute enfoui lors de l'expédition musulmane de 647 en Afrique byzantine.

- 643-647 : premiers raids arabes dans le Maghreb. Prise de Tripoli de Libye (643). Bataille de Sufétula (Sbeïtla, 647)[12].
- 646 : réforme de Taika au Japon ; elles posent le principe du rattachement direct du peuple et des terres à l'Empereur à l'exclusion de tout intermédiaire[13].
- Avant 648 : construction de la première flotte arabe à Tripoli de Syrie. Elle permet de lancer un premier assaut contre Chypre en 648[14].
- Vers 648-649 : Itte, veuve de Pépin de Landen fonde le monastère de Nivelles sur les conseils d'Amand[15].

## Personnages significatifs
Amru ben al-As - Chindaswinth - Constant II - Constantin III (empereur byzantin) - Éloi de Noyon - Héraclonas - Kōtoku - Martin Ier (pape) - Maxime le Confesseur - Muawiya Ier - Fujiwara no Kamatari - Omar ibn al-Khattab - Oswiu de Northumbrie - Samo de Bohême - Séverin (pape) - Théodore Ier - Uthman ben Affan